# 타이달 웨이브 작전
타이달 웨이브 작전(영어: Operation Tidal Wave)은 제2차 세계 대전 중 1943년 8월 1일 리비아에 주둔한 미국 육군 항공대 (USAAF) 폭격기들이 루마니아 플로이에슈티 주변의 9개 정유공장을 공습한 작전이다. 이 작전은 전략 폭격 임무였으며, 추축국에 석유 기반 연료 공급을 차단하기 위한 "석유 전역"의 일환이었다. 이 임무는 "전반적인 생산량 감축에는 실패"했다.
이 작전은 유럽 전구에서 USAAF에게 가장 큰 손실을 입힌 작전 중 하나로, 항공기 53대와 승무원 500명이 손실되었다. 이는 전쟁 중 연합군의 주요 공습 중 비례적으로 가장 큰 손실을 입힌 작전이었으며, 이 날은 나중에 "검은 일요일"로 불리게 되었다. 타이달 웨이브 작전 승무원에게는 명예훈장 5개와 수훈십자장 56개 및 수많은 다른 훈장이 수여되었다. 1999년 앨라배마주 맥스웰 공군 기지 공군 전쟁대학을 위해 작성된 연구 보고서는 플로이에슈티 폭격 작전이 "역사상 가장 피비린내 나고 영웅적인 임무 중 하나"라고 결론지었다. 격추된 미국 항공기 중 한 대가 플로이에슈티 여성 교도소에 추락하여, 총 사망자 101명과 부상자 238명의 민간인 사상자 중 약 절반이 발생했다.

## 배경
루마니아는 1800년대 이래 석유 산업의 주요 강국이었다. 유럽에서 가장 큰 생산국 중 하나였으며, 플로이에슈티는 그 생산의 중요한 부분을 차지했다. 플로이에슈티 정유공장은 전체 추축국 석유 생산량의 약 30%를 공급했다.

### 추축국 방공망

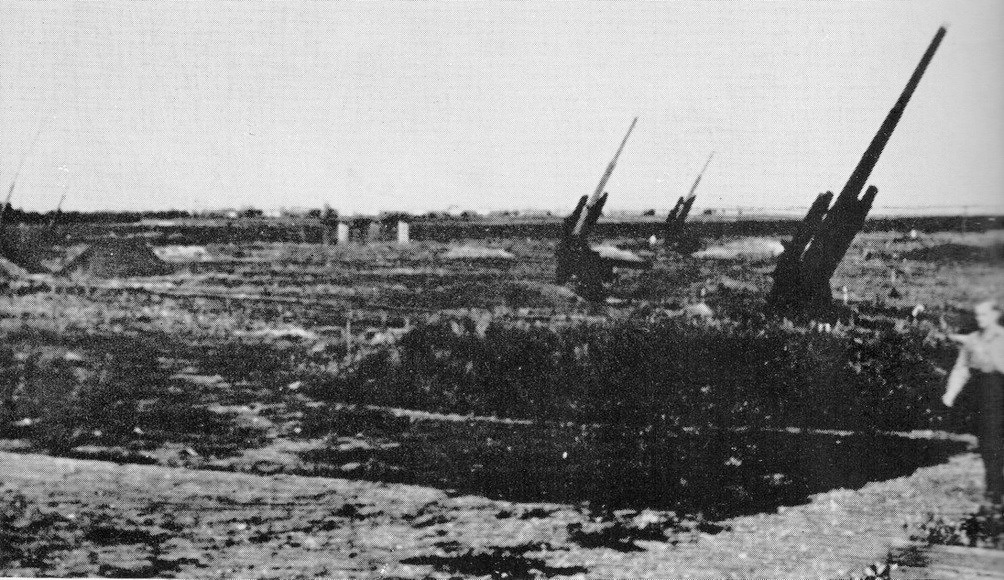
플로이에슈티 근처 88mm 대공포대

1942년 6월, "핼버슨 프로젝트"(HALPRO)의 B-24 리버레이터 13대가 플로이에슈티를 공격했다. 피해는 미미했지만, 독일과 루마니아는 플로이에슈티 주변에 강력한 대공 방어망을 구축하며 대응했다. 루프트바페 장군 알프레트 게르스텐베르크는 유럽에서 가장 강력하고 잘 통합된 방공망 중 하나를 구축했다. 이 방어망은 수백 문의 대구경 8.8 cm 대공포와 훨씬 더 많은 수의 소구경 포를 포함했다. 후자는 건초더미, 철도 차량 및 모형 건물에 숨겨져 있었다. 플로이에슈티의 독일 및 루마니아 대공 포병은 중포대(88mm) 36개와 중소형포대(37mm 및 20mm) 16개로 구성되었다. 중포대는 사격 관제에 사용되는 뷔르츠부르크 레이다 기지 15개로 보강되었다.
방어망은 독일 제5대공사단의 2개 연대(중포대 21개, 중소형포대 10개)와 루마니아 제7대공연대(중포대 15개, 중소형포대 6개)로 나뉘었다. 독일 제5대공사단 병력의 절반은 루마니아인이었다. 또한, 연막 발생기와 조색기구 23개가 배치되었다. 추축국은 플로이에슈티의 비행 범위 내에 57대의 전투기(Bf 109 전투기와 Bf 110 야간 전투기, 그리고 다양한 종류의 루마니아 IAR 80 전투기)를 보유하고 있었다. 플로이에슈티 방어를 위해 루마니아 왕립 공군은 5개 비행대(Escadrile)의 항공기를 보유하고 있었다. 61 비행대(IAR 80A), 62 비행대(IAR 80B), 45 비행대(IAR 80C), 53 비행대(Bf 109G) 및 51 비행대(Bf 110C). 독일군은 4개의 슈타펠을 추가로 보유하고 있었다. 1, 2, 3./JG4 (Bf 109G) 및 11./NJG6 (Bf 110). 이러한 방어망은 플로이에슈티를 베를린과 빈 또는 루르 다음으로 추축국 유럽에서 세 번째 또는 네 번째로 가장 강력하게 방어되는 목표로 만들었으며, 따라서 제3제국 외부에서 가장 강력하게 방어되는 추축국 목표가 되었다.

### 임무 계획

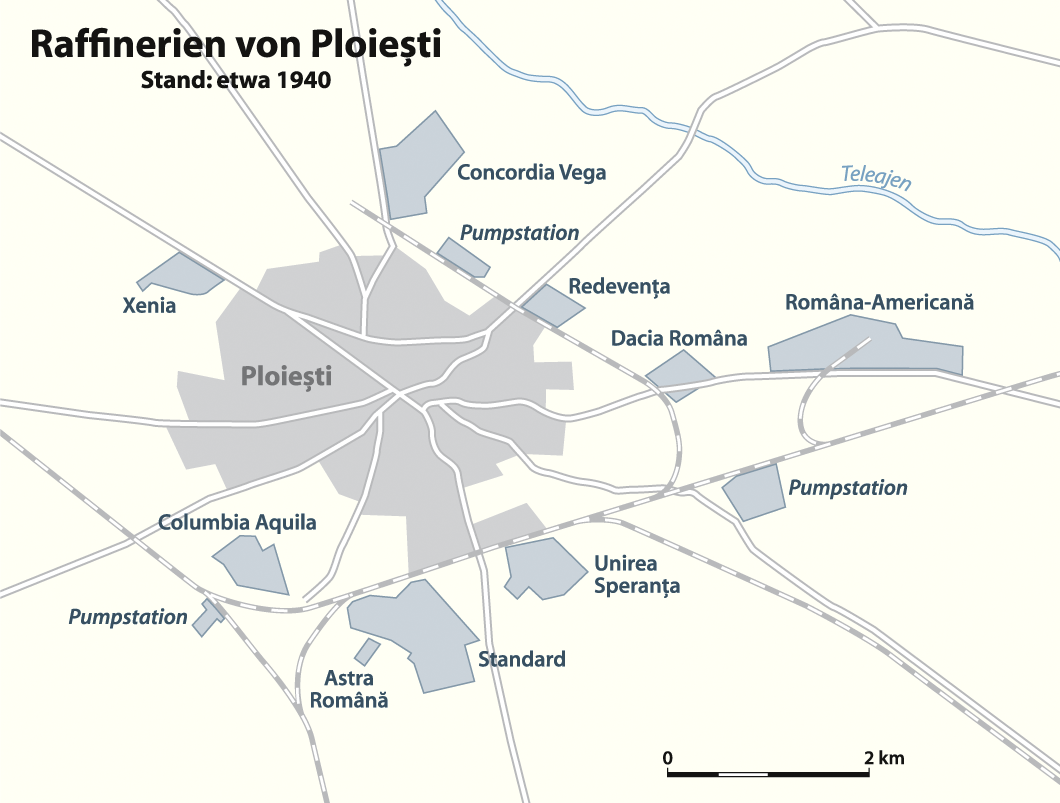
플로이에슈티의 정유공장들

루마니아의 정유공장을 목표로 삼아야 한다는 주장은 카사블랑카 회담에서 윈스턴 처칠에 의해 제기되었다. 그는 정유공장을 파괴하는 것이 독일의 전쟁 노력에 "결정적인 타격"을 입힐 것이라고 믿었다. 그러나 다른 공격을 조직할 자원이 부족하여 계획은 보류되었다.
계획은 1943년 4월 헨리 아놀드 장군이 참모들에게 개발을 계속하도록 지시하면서 재개되었다. 두 가지 계획이 고안되었다. 하나는 시리아 기지에서 발사될 중규모 고고도 공격을 요구했고, 다른 하나는 리비아에서 발사될 대규모 저고도 공격을 요구했다. 결국 제이콥 E. 스마트 대령의 저고도 공격 아이디어가 채택되었다. 이 임무의 암호명은 '스테이츠맨 작전'이었으며, 나중에 '솝서드 작전'으로 변경되었다가 최종적으로 '타이달 웨이브 작전'으로 확정되었다. 이 작전의 책임자는 루이스 H. 브레레튼 장군이었다.
제9공군(98폭격단 및 제376폭격단)은 공습의 전반적인 수행을 책임졌다. 필요한 폭격기 수를 충족시키기 위해 부분적으로 편성된 제8공군이 잉글랜드에서 추가로 3개 폭격단(44폭격단, 93폭격단, 389폭격단)을 지원했다. 거리가 멀기 때문에 모든 폭격기는 B-24 리버레이터를 사용했다.

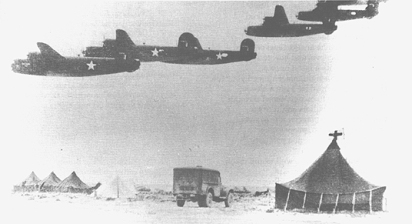
1943년 7월 20일 벵가지 근처의 B-24 편대

HALPRO의 경험을 바탕으로 기획자들은 타이달 웨이브 작전을 낮에 실행하고, 공격하는 폭격기가 독일 레이더 탐지를 피하기 위해 비행 마지막 구간에서 저고도로 접근하기로 결정했다. 훈련에는 상세한 사판 모델에 대한 광범위한 검토, 리비아 사막의 모형 목표물에 대한 모의 공습, 그리고 7월에 여러 보조 목표물에 대한 실제 훈련을 통해 저고도 공격의 실현 가능성을 입증하는 것이 포함되었다. 사용될 폭격기에는 연료 용량을 3,100 미국 갤런 (12,000 l)로 늘리기 위해 폭탄창 연료 탱크가 추가되었다. 또한, 노르덴 폭격 조준경은 저고도 폭격 조준경으로 교체되었고, 선두 B-24s에는 조종사가 조작하는 .50구경 기관총 2문도 장착되었다. 폭격기가 운반한 무장은 500 lb (230 kg) 및 1,000 lb (450 kg)의 고성능 폭탄과 소이탄으로 보강되었다. 모든 폭탄은 45초에서 6시간까지 다양한 시간 지연 신관으로 무장되었다.
원래 작전은 폭격기 154대로 구성될 예정이었으나, 최종적으로는 178대, 총 1,751명의 승무원이 투입되어 당시까지 미국 중폭격기 및 승무원 투입 규모 중 가장 큰 규모 중 하나가 되었다. 항공기들은 리비아 벵가지 근처 비행장에서 이륙할 예정이었다. 지중해와 아드리아해를 건너 케르키라섬 근처를 지나 알바니아의 핀도스산맥을 넘고, 유고슬라비아 남부를 가로질러 루마니아 남서부에 진입한 후 플로이에슈티를 향해 동쪽으로 방향을 틀 예정이었다. 플로이에슈티에 도착하면 미리 정해진 검문소를 찾아 북쪽에서 목표물에 접근하여 모든 목표물을 동시에 타격할 예정이었다. 플로이에슈티의 5대 주요 정유공장은 목표 화이트 1-5로 지정되었고, 크레디툴 미니에르 정유소는 목표 블루, 스테아우아 로마나는 목표 레드(큼피나)로 지정되었다.
정치적인 이유로 연합군 계획자들은 플로이에슈티 시가 우발적으로 폭격당하지 않도록 피하기로 결정했다.

## 타이달 웨이브

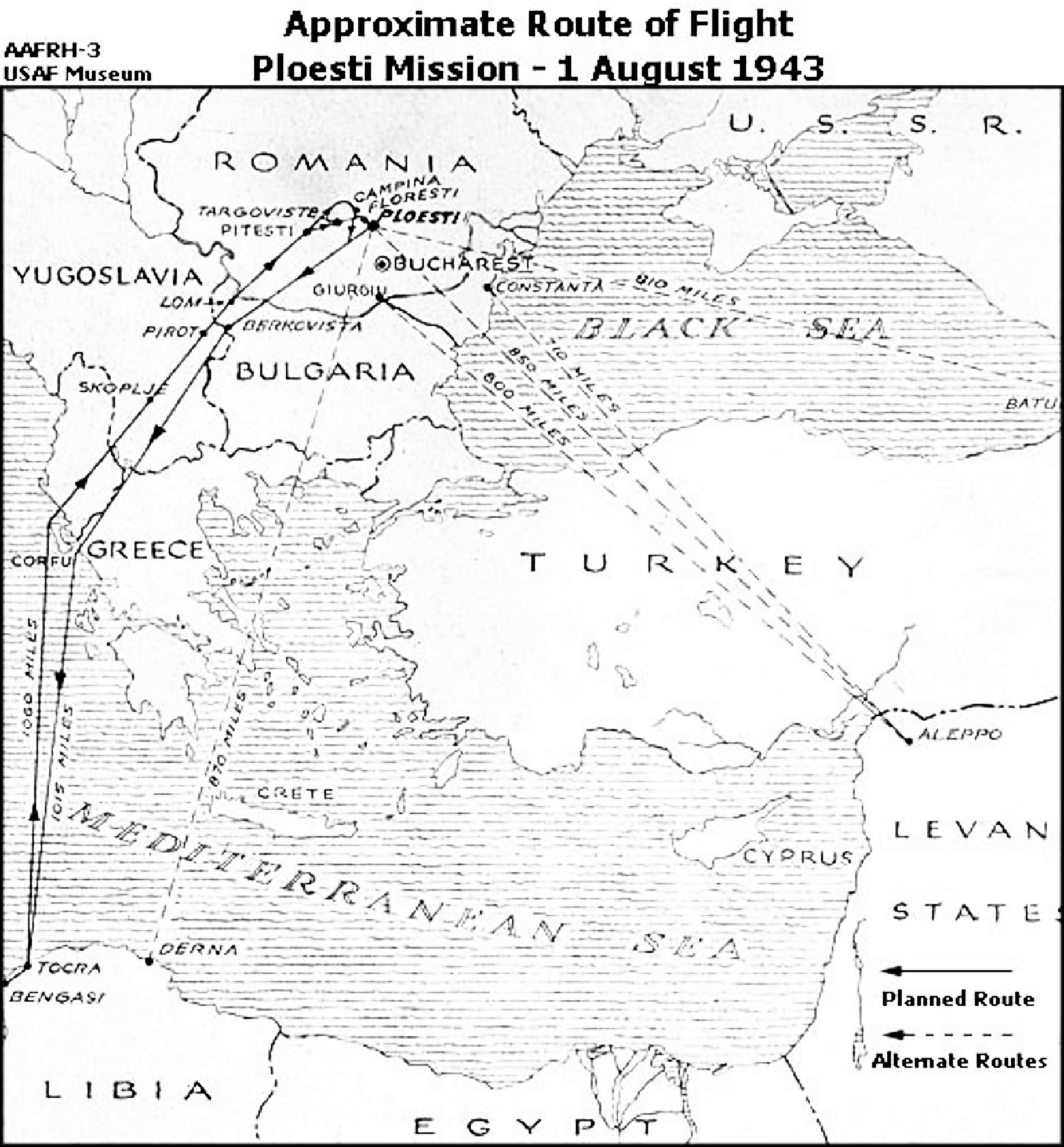
1943년 8월 1일 플로이에슈티 비행 경로 대략도.

1943년 8월 1일 아침, 공격 부대를 구성하는 다섯 그룹은 벵가지 주변의 기지 비행장에서 이륙을 시작했다. 이륙 중 발생한 대량의 먼지는 가시성을 제한했고, 이미 많은 폭탄과 추가 연료의 무게를 싣고 있던 엔진에 부담을 주었다. 이러한 조건으로 인해 이륙 중 키카푸(Kickapoo)라는 한 대의 항공기가 손실되었지만, 계획된 178대 중 177대는 안전하게 이륙했다.

### 발칸반도로
편대는 별다른 사고 없이 아드리아해에 도달했다. 그러나 제376폭격단(선두 그룹, 약 40대의 B-24) 소속의 28번 항공기 웡고 웡고(Wongo Wongo)가 조종사 브라이언 플라벨 중위에 의해 조종되던 중 알 수 없는 오작동으로 불규칙하게 비행하다가 바다로 추락하기 시작했다. 플라벨의 친구인 가이 아이오빈 중위는 23번 항공기 데저트 릴리(Desert Lilly)를 조종하고 있었는데, 생존자를 찾기 위해 편대에서 내려왔고, 존 팜 중위가 조종하던 브루어리 왜건(Brewery Wagon)과 아슬아슬하게 충돌을 피했다. 생존자는 발견되지 않았고, 추가 연료 무게 때문에 아이오빈은 고도를 회복하여 편대에 합류하고 플로이에슈티로 향하는 코스를 재개할 수 없었다.
그 결과 발생한 혼란은 엄격한 무선 침묵을 유지하라는 명령 때문에 응집력을 회복할 수 없다는 점이 더욱 복잡하게 만들었다. 이 사건 이후 다른 10개의 항공기 승무원이 아군 비행장으로 돌아왔고, 나머지 항공기들은 구름으로 뒤덮인 핀도스산맥 위로 9,000 ft (2,700 m)의 고도 상승에 직면했다. 비록 5개 그룹 모두 11,000 ft (3,400 m) 정도의 고도로 상승했지만, 고출력 설정을 사용한 376번째 및 93번째 그룹은 후방 편대보다 앞서 나갔고, 이는 속도와 시간의 변화를 야기하여 스마트가 매우 중요하다고 여겼던 그룹 공격의 동기화를 방해했다. 임무 지휘관들은 이러한 우려를 무선 침묵을 통해 보안을 유지하는 것보다 덜 중요하다고 판단했다. 비록 미국군의 명령은 편대를 재편성하기 위해 무선 침묵을 깨는 것을 허용했을지라도, 공격은 수정 없이 진행되었고, 이는 큰 대가를 치르게 되었다. 불가리아로 향하는 비행 중에 폭격기 편대는 독일군 레이더에 포착되었다. 폭격기들은 소피아를 보호하기 위해 이륙한 불가리아 Avia B-534에 의해 발견되기도 했다.
그날 일찍 독일 신호소에서 제9공군의 대규모 폭격기 편대 이륙에 관한 메시지를 포착했다. 폭격기의 목적지는 확인할 수 없었지만, 이 정보는 Jagdfliegerführer Rumänien을 포함한 다른 루프트바페 부대로 전달되었다. 미국 지휘관들은 독일군이 자신들의 존재를 알고 있다는 사실을 몰랐다.
다뉴브강을 지나면서 B-24는 2,300 ft (700 m)로 하강하여 저고도 비행을 계속했다. 이제 피테슈티 접근 시 잘 늘어져 있었음에도 불구하고, 5개 그룹 모두 플로이에슈티에서 65 mi (105 km) 떨어진 항법 지점을 통과했다. 계획대로 제389폭격단은 임무 목표에 대한 개별적인 동시 접근을 위해 이탈했다. 피테슈티에서 계속 비행하던 케이트 K. 콤프턴 대령과 엔트 장군은 값비싼 항법 오류를 저질렀다. 다음 검문소인 플로레스티까지 절반쯤 왔을 때, 콤프턴은 플로이에슈티로 향하는 잘못된 철도 노선을 따라가 자신의 그룹과 애디슨 베이커 중령의 제93폭격단을 부쿠레슈티 방향으로 이끌었다. 이 과정에서 엔트와 콤프턴은 자신의 항공기 항법사와 핼버슨 프로젝트(HALPRO)의 베테랑 해럴드 위클런드 대위의 조언을 무시했다. 이제 재앙에 직면한 많은 승무원들은 무선 침묵을 깨고 항법 오류에 주의를 기울이기로 선택했다. 한편, 두 그룹 모두 플로이에슈티 주변에서 기다리는 방어망 외에도 부쿠레슈티 지역 주변의 게르스텐베르크의 광범위한 방공망에 직면해야 했다.
루마니아와 독일 전투기들은 일찍 스크램블되었지만, 폭격기들이 고고도로 올 것이라 예상하여 5,000 m (16,000 ft)에서 비행하도록 지시받았다. 이 오류는 곧 수정되었고, 전투기들은 저고도 폭격기들을 공격하라는 지시를 받았다. B-24와 첫 접촉은 11시 50분경 서버레니 근처에서 Grupul 6 Vânătoare의 IAR 80에 의해 이루어졌다.
항법 오류를 알아차린 브루어리 왜건(Brewery Wagon)을 조종하던 존 팜 중위는 제376그룹 편대에서 이탈하여 홀로 정유공장을 폭격하려 했다. 대공포에 심하게 피격된 항공기는 탈출하려다 빈 공장에 폭탄을 투하했다. 곧이어 손상된 폭격기는 1./JG4 소속의 Bf 109, 즉 하웁트만 빌헬름 슈타인만이 조종하던 Bf 109에 의해 교전되었다. 이 폭격기는 터터라니 근처 들판에 불시착하며 루마니아 상공에서 격추된 최초의 B-24가 되었다. 팜을 포함한 8명의 생존 승무원은 포로로 잡혔다.
잉글랜드에 주둔하면서 이미 전체 임무를 완수했던 베이커 중령과 그의 부조종사 존 L. 저스타드 소령이 조종하던 헬스 웬치(Hell's Wench) 항공기도 편대를 이탈하여 여러 대의 B-24를 목표물로 이끌었다. 대공포에 피격된 그들은 콜롬비아 아퀼라 정유공장의 목표 상공에서 편대의 선두 위치를 유지하기 위해 폭탄을 투하했다. 제93폭격단의 막대한 손실에도 불구하고 베이커와 저스타드는 경로를 유지했고, 일단 장애물에서 벗어나자 상승하기 시작했다. 항공기가 더 이상 제어 불가능하다는 것을 깨달은 그들은 승무원들이 탈출할 수 있도록 계속 상승했다. 아무도 살아남지 못했지만, 베이커와 저스타드는 이러한 행동으로 사후 명예훈장을 수여받았다.:77
듀체스를 조종하던 램지 D. 포츠 소령과 퀴니에 탑승한 조지 S. 브라운 소령은 콜롬비아 아퀼라 상공에서 심한 연기에 직면하여 93폭격단의 추가 항공기를 이끌고 아스트라 로마나, 우니레아 오리온, 콜롬비아 아퀼라 정유공장에 성공적으로 폭탄을 투하했다. 총 11대의 93폭격기단 항공기가 플로이에슈티 목표 상공에서 손실되었다. 폭격기 중 하나인 호세 카리오카(Jose Carioca)는 루마니아 IAR 80 전투기에 의해 격추되었는데, 이 전투기는 반쯤 굴러 거꾸로 B-24 아래로 빠르게 이동하며 기관총으로 폭격기의 배 부분을 긁었다. 폭격기는 플로이에슈티 여성 교도소에 추락했다. 이 공습으로 사망한 민간인 101명과 부상당한 238명 중 약 절반은 이 3층 건물이 폭발하여 화염에 휩싸이면서 사망했다. 40명의 여성은 살아남았지만, 호세 카리오카의 승무원은 아무도 살아남지 못했다.
호세 카리오카를 격추시킨 항공기, 즉 부사관 캐롤 애나스타세스쿠가 조종하던 IAR 80B 222호기도 또 다른 B-24를 격추시킨 후 손상을 입고 불이 붙었다. 조종사가 탈출을 시도하는 동안, IAR은 다른 B-24의 프로펠러와 충돌하여 수직 꼬리 날개가 절단되었다. 항공기가 들판에 추락하면서 IAR에서 튕겨져 나간 애나스타세스쿠는 나중에 병원에서 완전히 회복했다.

### 콘코르디아 베가 및 첫 스테아우아 로마나 공격
제376폭격단 목표(로마노-아메리카나) 상공에는 강력한 방공망이 있었고, 엔트 장군은 콤프턴에게 "기회 목표"를 공격하라고 지시했다. 제376폭격단 B-24 대부분은 큼피나의 스테아우아 로마나 정유공장을 동쪽에서 폭격했고, 5대는 이미 연기가 피어오르던 콘코르디아 베가 정유공장 상공의 불꽃 속으로 곧장 향했다. 노먼 애플드 중위가 이끄는 콘코르디아 베가로 향하던 폭격기 그룹은 정유공장의 증류 시설에 폭탄을 투하했다. 큼피나에서는 내려다보이는 언덕의 방공망이 편대 내로 사격할 수 있었다.

### 아스트라 로마나 및 콜롬비아 아퀼라 공격

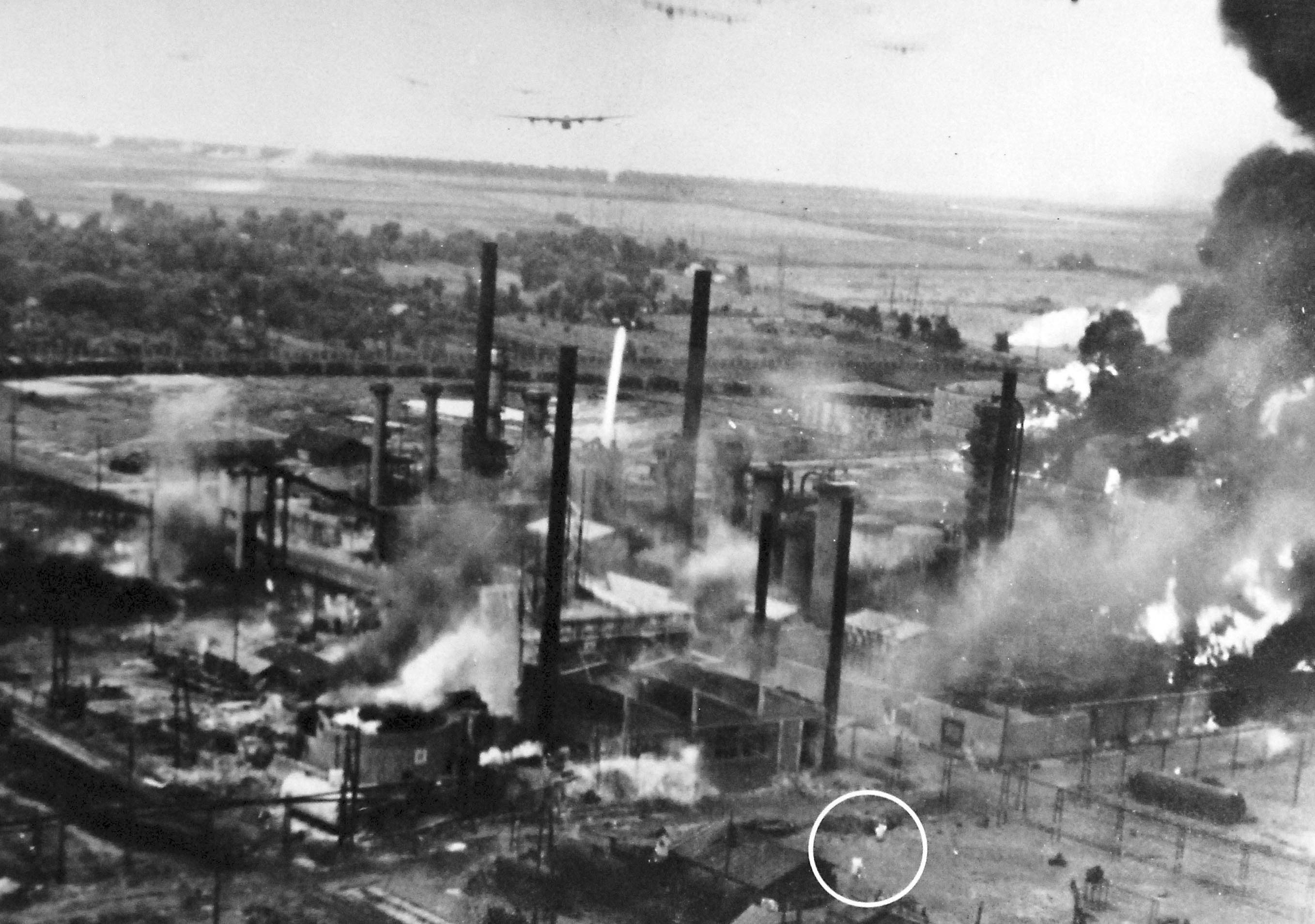
아스트라 로마나 정유공장 공격.

제93폭격단과 제376폭격단이 목표 지역에 진입하자, 제98폭격단 존 R. 케인 대령과 제44폭격단 리언 W. 존슨 대령은 플로레스티에서 정해진 방향으로 선회하여 아스트라 로마나와 콜롬비아 아퀼라 정유공장의 각 목표로 향했다. 두 그룹 모두 독일군과 루마니아군의 방어 태세가 완벽하게 갖추어져 있었고, 이미 맹렬히 타오르는 유류 화재, 심한 연기, 2차 폭발, 그리고 베이커의 제93폭격단이 이전 비행에서 투하한 지연 신관 폭탄의 영향을 고스란히 받았다. 케인과 존슨 모두 플로레스티-플로이에슈티 철도와 평행하게 접근했는데, 불행하게도 게르스텐베르크의 "디 라우페"("애벌레")라는 위장된 대공포 열차와 마주쳤다. 지상에서 약 50 ft (15 m)의 수목 한계 고도에서 제98폭격단은 왼쪽에, 제44폭격단은 오른쪽에 위치하게 되었다. 그러나 유리한 위치는 제98폭격단과 제44폭격단에 있었는데, 이들의 포수들은 위협에 빠르게 대응하여 기관차를 무력화하고 여러 대공 방어 승무원을 사살했다.

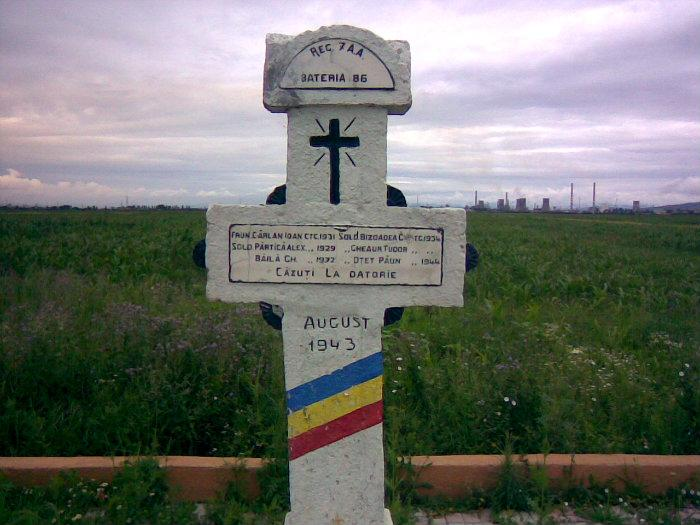
코를러테슈티 기념비

아스트라 로마나 공격 후, 98폭격단의 B-24 올드 발디(Old Baldy)는 코를러테슈티 마을 근처에 배치된 루마니아 제7대공포연대 소속 제86포대의 8.8 cm 대공포에 의해 피격되었다. 올드 발디 승무원들은 탑재된 기관총으로 포대를 공격하려 했지만, 포대의 대포가 정면으로 명중했다. 폭격기는 계속 비행하다가 88mm 대공포 위에 추락하여 승무원 10명과 포대 조작원 6명 전원이 사망했다. 이 사건의 발생 위치는 코를러테슈티 기념비로 표시되어 있다.
93폭격단과 376폭격단의 비행으로 인해 주 목표물 탐지 및 폭격이 어려워지자, 케인과 존슨은 의도했던 목표물에서 벗어나지 않았으며, 그들이 이끌던 항공기들은 이 과정에서 막대한 손실을 입었다. 저고도 접근으로 인해 사수들은 자신들 바로 아래의 대공 방어 승무원들에게 지속적인 지상 제압 사격을 가할 수 있었다. 그들의 리더십과 영웅심으로 인해 케인과 존슨은 명예훈장을 수여받았다. 제임스 T. 포지 중령은 44폭격단 항공기 21대를 이끌고 플로이에슈티 바로 남쪽에 위치한 크레디툴 미니에르 정유공장을 별도로 공격했다. 비록 방공 포대가 이미 93폭격단에 집중적으로 사격을 가했지만, 포지 중령의 항공기들도 동일한 진지에서 강력한 화력을 받았다. 목표 지역까지 계속해서 저고도 접근을 유지하는 동안, 여전히 무겁게 무장한 일부 항공기들은 키 큰 풀밭을 통과했고, 저고도 장애물로 인해 손상이 발생했다. 포지 중령과 그의 항공기들은 더 무거운 1,000 lb (450 kg) 폭탄을 장착하고 크레디툴 미니에르에서 목표물을 정확히 명중시키는 데 성공했으며, 편대에는 손실이 없었다.

### 제2차 스테아우아 로마나 공격

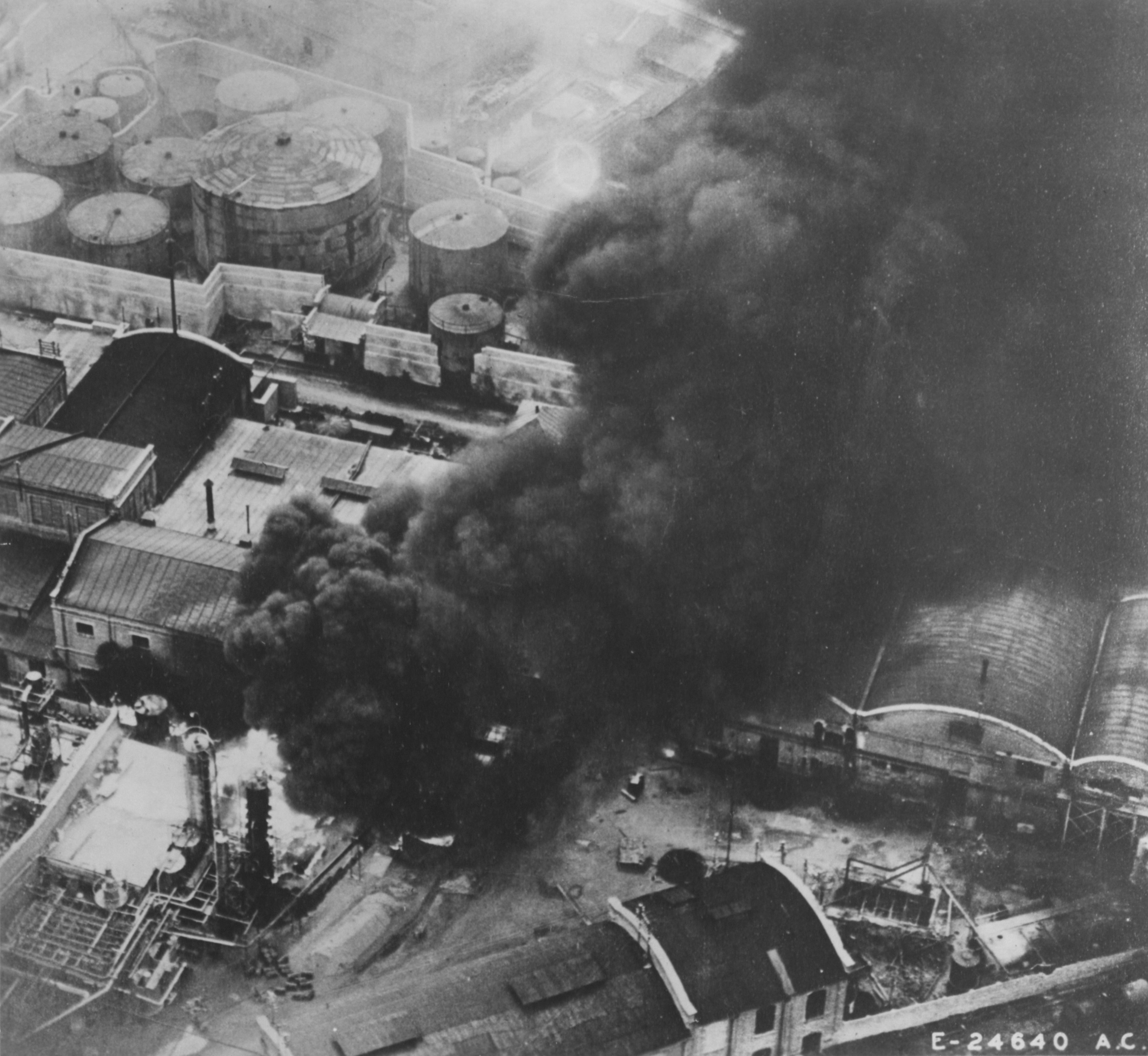
공습 후 스테아우아 로마나 증류 공장에서 나오는 불꽃.

마지막 타이달 웨이브 공격은 플로이에슈티에서 북서쪽으로 8 mi (13 km) 떨어진 큼피나의 스테아우아 로마나 정유공장을 폭격했다.:161 잭 우드 대령이 이끄는 389폭격단은 구름 때문에 계획의 중요한 랜드마크인 데알루 수도원을 식별하기 어려워 일부 항법 문제가 발생했다. 그룹이 잘못된 방향으로 선회했지만, 우드의 항법사가 이를 수정했고, 그룹은 목표물을 향해 계속 나아갔다. 스테아우아 로마나 공격은 그룹을 세 개의 분견대로 나누어 여러 목표물을 타격해야 했기 때문에 다른 공격보다 더 복잡했다. 공격은 벵가지에서 연습한 대로 진행되었다. 376폭격단과 389폭격단의 공격으로 인한 피해는 정유공장에 큰 영향을 미쳤다.:76 389폭격단은 목표 지역 상공에서 4대의 항공기를 잃었는데, 그 중에는 2등 중위 로이드 허버트 휴즈가 조종하던 B-24 올레 킥카푸(Ole Kickapoo)도 포함되어 있었다. 목표 지역 상공 30피트에서 올레 킥카푸가 피격된 후, 이전에 투하된 폭탄의 폭발로 인해 B-24에서 새어 나오던 연료에 불이 붙었다. 휴즈는 폭격수 2등 중위 존 A. 맥러플린이 폭격할 수 있도록 진로를 유지했고, B-24는 이후 강바닥에서 폭발적인 회전 낙하로 불시착했다.:187 휴즈(사후 명예훈장 수여)와 6명의 승무원은 사망했고, 2명의 사수와 폭격수는 포로가 되었다.

### 귀환 비행
불가리아 상공을 비행하던 B-24들은 세 개의 전투기 그룹, 카를로보에서 온 Bf 109 10대, 보주리슈테에서 온 Avia B-534 4대, 그리고 브라슈데브나에서 온 Avia B-534 10대에 의해 요격되었다. 조종사 부사관 페터르 보체프, 대위 추도미르 토플로돌스키, 중위 스토얀 스토야노프, 그리고 부사관 흐리스토 크라스테프는 전쟁 중 불가리아 공군의 첫 격추를 기록했다 (하지만 불가리아에서 추락한 B-24는 두 대만 등록되었다). 새로운 전투기 에이스들은 25년 만에 처음으로 차르 보리스 3세로부터 용맹 훈장을 직접 수여받았다. 철십자는 한 달 후에 독일 대사관으로부터 수여되었다.
다른 손실은 유고슬라비아 상공에서 B-24 두 대가 서로 충돌하여 발생했으며, 이오니아해 상공에서는 JG 27의 Bf 109에 의해 B-24 다섯 대가 격추되었다.

## 여파

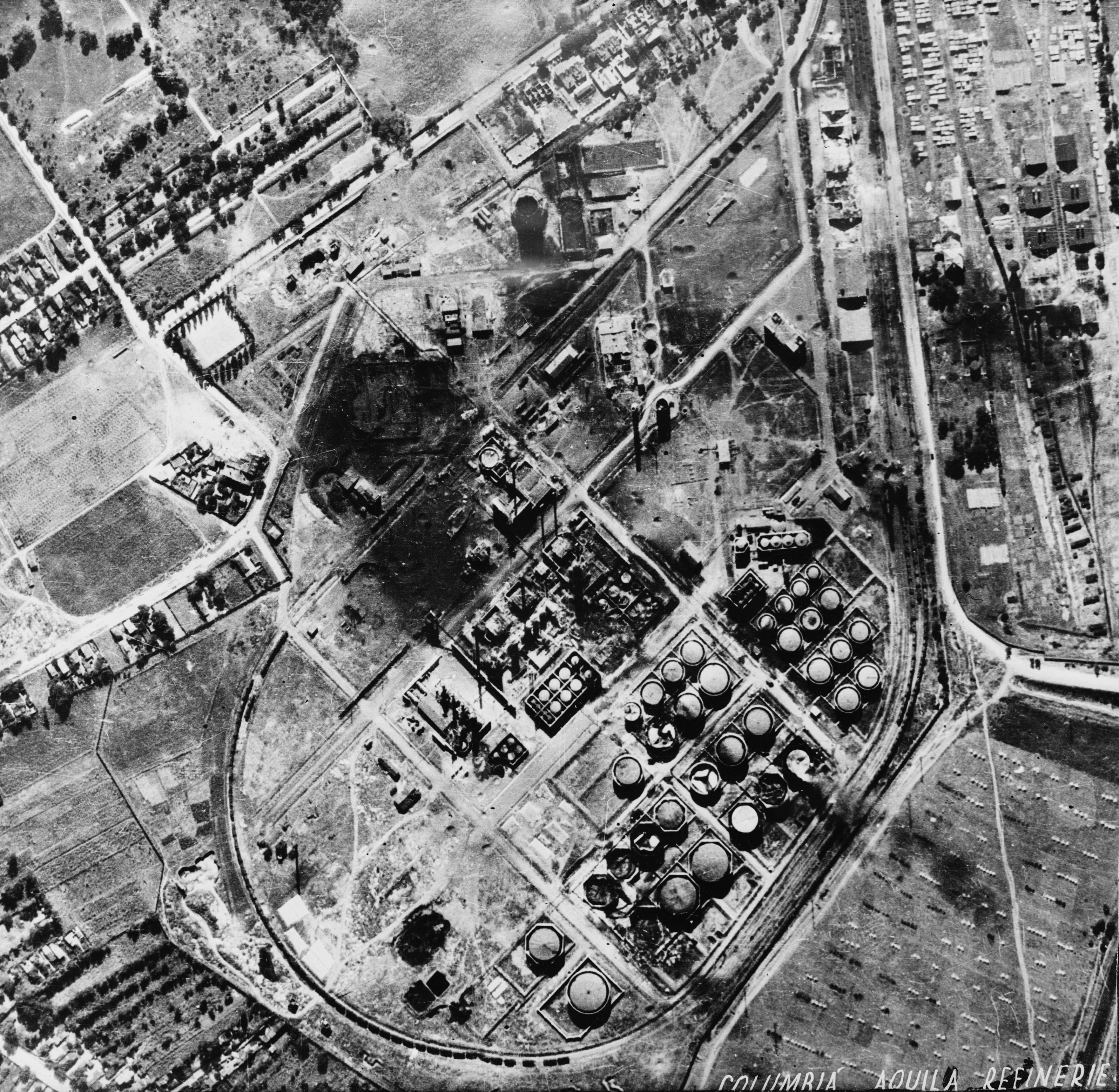
폭격 후 콜롬비아 아퀼라 정유공장, 폭탄 구덩이가 있지만 대체로 온전한 모습.

단 88대의 B-24만이 리비아로 돌아왔으며, 그 중 55대는 전투 피해를 입었다.:222 손실에는 방공망에 의한 44대와 지중해에 추락하거나 중립국 튀르키예에 착륙 후 억류된 B-24가 포함되었다. 일부는 키프로스의 RAF 비행장으로 우회했다.:196 365개의 총알 구멍이 난 B-24 한 대는 이륙 14시간 후 리비아에 착륙했는데, 이는 불가리아 Avia B-534의 가벼운 무장(7.92mm 기관총 4문만) 덕분이었다.
미국 측에서는 승무원 310명이 전사하거나 실종되었고, 108명은 추축국에 포로로 잡혔고, 78명은 터키에 억류되었으며, 4명은 티토의 유고슬라비아 파르티잔에게 잡혔다.:76 5개의 명예훈장(역사상 단일 공중 작전 중 최다) 중 3개는 사후에 수여되었다.:77 또한, 수훈십자장 56개와 용맹을 위한 은성훈장 41개가 수여되었다. 연합군은 플로이에슈티 정유공장의 정제 능력의 40%가 손실되었다고 추정했지만,:75 일부 정유공장은 거의 손상되지 않았다. 대부분의 손상은 몇 주 이내에 복구되었고, 그 후 연료 순 생산량은 공습 이전보다 증가했다.:75 8월 3일, SAAF 제60비행대대 소속의 드 하빌랜드 모스키토가 타이달 웨이브 작전의 결과를 기록하기 위해 플로이에슈티로 정찰 비행을 했다. 8월 19일에도 또 다른 비행이 이루어졌다. 약 9월경, 적군 석유 위원회(Enemy Oil Committee)의 플로이에슈티 폭격 피해 평가에 따르면 "...전반적인 제품 생산량의 감축은 없었다..." 이는 많은 정유공장이 최대 생산 능력 이하로 가동되고 있었기 때문이었다. 폭격당한 모든 정유공장 중 크레디툴 미니에르 정유공장과 콜롬비아 아퀼라 정유공장만이 1944년 후반에 생산을 재개했으며, 스테아우아 로마나는 1944년 1월부터 부분적으로 생산을 재개했다.
루마니아 왕립 공군은 타이달 웨이브 작전 중 59회 출격했으며, 루프트바페는 89회 출격했다. 미국군은 리버레이터 53대(터키에 착륙하여 억류된 포함)를 잃었고, 55대가 추가로 손상되었다. 루마니아군은 IAR 80B 1대와 Bf 110 1대 손실에 대해 확인되거나 가능성이 있는 공중 승리 20회를 주장했으며, 루마니아 대공포에 의한 격추는 15회 더 주장했다. 루마니아군의 주장이 낙관적일지라도, 타이달 웨이브 작전 및 후속 공습 중 미국군의 7배 이상 과장된 주장과 비교하면 양호한 편이었다. 루마니아 왕립 공군의 공중 승리 확인 시스템은 당시 루프트바페보다 엄격했다. 루프트바페의 손실은 항공기 5대에 달했다. 전투기 11대가 추가로 손상되었으며(루마니아 2대, 독일 9대), 군인 19명이 사망하고 97명이 부상당했다. 미국 제9공군은 전구에서 축출되었다.
비상 폭탄 투하로 인해 드렌타, 엘레나, 뱔라, 루세, 보이치노프치, 벨리코터르노보, 플로브디프, 롬, 오크-툴로보에서 사상자가 발생했다.
비록 연합군은 처음에 성공으로 분류했지만, 타이달 웨이브 작전 이후 몇 달 동안 수집된 보고서에 따르면 플로이에슈티의 정제 능력은 미미하게만 감소했으며, 9월에는 생산량이 빠르게 회복되었다. 또한, 파괴되거나 손상된 폭격기의 수가 많아 제9폭격사령부의 전력이 B-24 33대만 사용 가능하게 되었고, 이로 인해 이전에 계획했던 루마니아에 대한 후속 공습을 수행할 수 없게 되었다.
공습 후 이온 안토네스쿠 원수(루마니아 원수)는 플로이에슈티와 큼피나를 방문했다. 이 방문에 따라, 공격받은 지역에 대응하고 향후 공습으로 인한 피해를 줄이는 임무를 맡은 특별 개입군을 창설하기로 결정했다. 독일 모델을 기반으로 한 새로운 위장 부대 창설과 같은 다른 수동적 방어 조치도 취해졌으며, 해당 지역의 방공망도 개선되었다.
드와이트 D. 아이젠하워 장군과 다른 사령관들은 타이달 웨이브 작전 이후에도 루마니아의 석유 생산을 목표로 한 공중 캠페인을 계속하도록 설득되었다. 목표는 생산량을 60~70% 낮추는 것으로 설정되었다. 칼 스파츠 장군의 계획의 일환으로, 공습은 1944년 4월에 재개되었으며, 처음에는 독일로 석유를 운반하는 데 사용되는 철도 인프라를 공격했다. 1944년 5월부터 석유 목표가 다시 우선순위가 되었고, 루마니아 정유공장에 대한 여러 공중 공격이 수행되었다. 1944년 8월까지 루마니아 왕립 공군과 루마니아 대공포는 미국 및 영국 폭격기 223대와 전투기 36대를 격추했다. 루마니아군의 손실은 항공기 80대에 달했다. 루프트바페 조종사들은 서부 연합군 항공기 66대를 추가로 격추했다. 서부 연합군의 총 사상자는 사망자 1,706명, 포로 1,123명이었다.

## 제9공군 및 제8공군 전투 서열
- 제9공군[36]
  - 제98폭격단 (중) ("피라미더스"), 존 R. 케인 대령°
  - 제376폭격단 (중) ("리베란도스"), 우잘 G. 엔트 장군°°, 케이트 K. 콤프턴 대령°°
- 제8공군[60]
  - 제44폭격단 (중) ("플라잉 에이트 볼스"), 리언 W. 존슨 대령°
  - 제93폭격단 (중) ("플라잉 서커스"), 애디슨 E. 베이커 중령°, 존 L. 저스타드 소령°
  - 제389폭격단 (중) ("스카이 스콜피온스"), 잭 W. 우드 대령°°, 로이드 허버트 휴즈 2등 중위°

°명예훈장 수여
°°수훈십자장 수여

## 루마니아 및 독일 전투 서열
- 제4공군함대 – Jagdfliegerführer Rumänien 오토페니[61]
  - IV./Nachtjagdgeschwader 6 – 질리스테아, Bf 110 보유[17][23]
    - 11./NJG6 – 오토페니
    - 12./NJG6 (제51야간전투비행대대)[21] – 오토페니

  - I./Jagdgeschwader 4 – 미질, Bf 109 보유[22]
    - 1./JG4
    - 2./JG4
    - 3./JG4
    - 4./JG4 (제53전투비행대대)
- 제2전투비행대대 피페라[37]
  - 제6전투비행군 – 피페라, IAR 80 보유[17]
    - 제61전투비행대대
    - 제62전투비행대대
- 제3전투비행대대[62]
  - 제4전투비행군
    - 제45전투비행대대 – 터르그쇼르, IAR 80 보유[17]

## 픽션에서
1966년 SF 소설 시간의 문의 줄거리는 타이달 웨이브 작전에서 시작되는데, 이 책의 주인공은 플로이에슈티 상공에서 격추된 많은 조종사 중 한 명이다. 낙하산 강하 중 그는 이상한 어지럼증을 느끼고, 착륙했을 때 자신이 루마니아가 아닌 매우 기이한 대체 역사 세계에 있음을 발견하며, 나머지 줄거리가 전개된다.

## 같이 보기
- 제2차 세계 대전 중 루마니아 폭격
- 타이달 웨이브 II 작전, 실패한 제2차 세계 대전 작전의 이름을 딴 이라크 레반트 이슬람국의 석유 기반 시설에 대한 미국 주도 군사 작전.

### 내용주
1. ↑  사망한 승무원 216명은 루마니아 정부에 의해 수습되었는데, 그 중 27명만이 신원 확인이 가능했다. 나머지는 루마니아 프라호바주 플로이에슈티 볼로바니의 민간 및 군인 묘지 영웅 구역에 신원 미상으로 묻혔다.[48] 2023년 현재, 52명의 미확인 승무원이 신원 확인되었다.[49]
2. ↑  각각 1944년 10월과 8월[52][53]

## 참고 문헌
- Axworthy, Mark (1995). 《Third Axis, Fourth Ally: Romanian Armed Forces in the European War, 1941–1945》. London: Arms and Armour.
- Schultz, Duane (2007). 《Into The Fire》 1판. Yardley, PA: Westholme Publishing. ISBN 978-1594160516.
- Zaloga, Steven J. (2019). 《Ploesti 1943: The great raid on Hitler's Romanian oil refineries》. Oxford: Osprey Publishing. ISBN 9781472831965.